# X.com
X.com（エックスドットコム）は、アメリカ合衆国のカリフォルニア州パロアルトに存在したオンラインの銀行である。 1999年にイーロン・マスクらによってに設立された。
2000年3月に競合だったコンフィニティと合併し、2001年6月にコンフィニティが当時開発したPayPalをそのまま社名とした。

## 概要
X.comはオンライン銀行の一つで、銀行預金は連邦預金保険公社 (FDIC) に委託していた。設立当初はマスク自身と、彼のビジネス・メンターでのちにマスクが創業するテスラ社やSpaceX社の資金調達をしたグレッグ・クーリから融資を受けた。
既存の金融サービスは多くの紙や人員などを必要としていたが、そこで発生していた手数料、当座借越に対する制裁（ペナルティ）がX.comには無かった。紹介制度があり報酬として20ドルのキャッシュカード、新規会員には10ドルのカードが贈られ、当時としては画期的なサービスであった。オンラインのみで口座開設することが可能で、電子メールで他者に送金できるため、小切手を郵送する必要が無かった。

## 歴史
2000年3月にX.comは最大のライバルであったコンフィニティ社と合併し、その後もX.comの名前を維持した。マスクは当時最大の株式保有者であったため、CEOとして選抜される。1999年にコンフィニティのサービスであったPayPalは、ユーザーがPalmPilotの赤外線通信で送金することを可能にした。のちにPayPalは電子メールやウェブで送金を可能にする新機能を開発している。
マスクはX.comの名称を気に入っていたが、市場調査ではX.comよりPayPalの名称のほうが好感度が高いことが判明した。
2000年9月にマスクは、コンフィニティの共同創業者であるピーター・ティールにCEOの座を奪われた。2001年6月にX.comはPayPalへ名前を変更した。
マスクはその後もXに執着があり、自身の設立した新会社にSpaceXと名付けるなどしている。

## ドメイン名
X.comは元来銀行の名前であり、ドメイン名でもある。
ドメインとしてのx.comはピッツバーグ・パワーコンピュータの創業者であるマーセル・デパオリスとデイヴ・ワインスティーンが会社用に取得し、1999年初頭にマスクが株と現金で買い取った。マスクはすべての金融サービスを提供する会社を作ることを目標にしており、それには「X.com」という名前が最もふさわしいと考えた。
2017年7月5日、マスクは再びPayPalからドメインx.comを買い戻し、自身の運営する企業であるボーリング・カンパニーのウェブサイトへ転送（リダイレクト）させることで有効活用したが、これは帽子を売るための宣伝目的であった。マスクはこのドメイン購入を「感情的に大きな価値があるため」と説明している。
2023年7月23日からソーシャル・ネットワーキング・サービスのX（旧：Twitter）で運用した。2024年5月17日から、twitter.comにアクセスしてもx.comに転送する処置がとられた。